# ハリー・ベケット
ハリー・ベケット（Harry Beckett、1935年5月30日 - 2010年7月22日）は、バルバドス出身であるイギリスのトランペット奏者にしてフリューゲルホルン奏者。

## 略歴
バルバドスのセント・マイケル、ブリッジタウンで生まれたハリー・ベケットは、救世軍バンドで音楽を演奏することを学んだ。1954年からイギリスに居住し、国際的な評判を得ることとなった。映画『All Night Long』では、チャールズ・ミンガスと共演している。1960年代には、ベーシストであり作曲家であるグラハム・コリアーのバンドに所属して働き、録音し、16年間にわたってつながりを維持した。1970年以降、ベケットは自身のグループを率いて、フィリップス、RCA、オガン・レコードなどのレーベルでレコーディングを行った。
ベケットは、イアン・カーのニュークリアス、ブラザーフッド・オブ・ブレス、デディケーション・オーケストラ、ロンドン・ジャズ・コンポーザーズ・オーケストラ、ロンドン・インプロバイザーズ・オーケストラ、ジョン・サーマンのオクテット、ジャンゴ・ベイツ、ロニー・スコットのクインテット、キャシー・ストバート、チャーリー・ワッツ、スタン・トレイシーのビッグバンドとオクテット、エルトン・ディーンのナインセンスなど、イギリスのフリー・ジャズ/即興音楽シーンの重要なグループにおいて欠かせない人物であった。また、キーフ・ハートリー、ジャー・ウォブル、デヴィッド・シルヴィアンとレコーディングし、デヴィッド・マレイとも共演した。彼はジョニー・ダイアニ、クリス・マクレガー、キース・ティペット、ジョン・チカイ、ヨアヒム・キューン、ドゥドゥ・プクワナのジラ、ジョルジュ・グルンツのバンド、ベルギーのクインテットであるロング・オブジェクト、ピエール・ドゥルジュの「ニュー・ジャングル・バンド」、フィル・マンザネラ、ジュリー・ティペッツらをフィーチャーしたアニー・ホワイトヘッド主導のロバート・ワイアット・プロジェクト「スープソングス」など、ジャズやロックの著名人と一緒に各国でツアーを行った。
ベケットのダブ指向のアルバム『ザ・モダン・サウンド・オブ・ハリー・ベケット』は、イギリスの有名な音楽プロデューサー、エイドリアン・シャーウッドによってプロデュースされ、2008年後半にOn-Uサウンドからリリースされた。
1972年に、ベケットは「イギリスのトップ・トランペット奏者」として『メロディ・メイカー』誌のジャズ投票で優勝している。1997年から2000年までオーチェスター・ナショナル・デ・ジャズのメンバーを務めた。
ベケットは脳卒中を患い、2010年7月22日に死亡した。

## ディスコグラフィ

### アルバム
リーダー・アルバム
- Flare Up (1970年、Philips)
- Harry Beckett's Warm Smiles (1971年、RCA Victor)
- Joy Unlimited (1975年、Cadillac Records)
- Pictures Of You (1985年、Paladin Records)
- Harry Beckett Featuring Clifford Jarvis - Bremen Concert (1988年、West Wind)
- Grandmothers Teaching (1988年、ITM Records) ※with ジョニー・ダイアニ、クリス・マクレガー、マリリン・マズール
- Live Vol.2 (1989年、West Wind) ※with コートニー・パイン
- Echoez Of... (1990年、Olufsen Records) ※with ピエール・ドゥルジュ
- Passion and Possession (1991年、ITM Records)
- Les Jardins Du Casino (1993年、West Wind)
- Images Of Clarity (1993年、Evidence) ※with Didier Levallet、Tony Marsh
- Tribute To Charles Mingus (1999年、West Wind)
- Holywell Session: Live In Oxford (2007年、Slam Productions) ※with George Haslam、Richard Leigh Harris、Stefano Pastor、Steve Kershaw
- 『ザ・モダン・サウンド・オブ・ハリー・ベケット』 - The Modern Sound Of Harry Beckett (2008年、On-U Sound)
- Warm Smiles & Themes For Fega (2008年、Vocalion) ※コンピレーション
- Maxine (2011年、ITM Archives)
- Still Happy (2016年、My Only Desire Records)